# Porcellionides advena
Porcellionides advena là một loài chân đều trong họ Porcellionidae. Loài này được Stuxberg miêu tả khoa học năm 1872.